# Princeton, Kentucky
Princeton är en stad (city) och administrativ huvudort (county seat) i Caldwell County i delstaten Kentucky, USA. 2010 hade staden 6 329 invånare.